# Fort Coalhouse
Le Fort Coalhouse est un fort construit en 1860 afin de protéger la Tamise basse des attaques navales. Il est situé à côté de East Tilbury.